# Interpolation (Musik)
Eine Interpolation (von lateinisch interpolare „umgestalten, verfälschen, entstellen“) ist in der Musikwissenschaft ein Einschub, der an der betreffenden Stelle des Werks oder der musikalischen Form ursprünglich nicht vorgesehen ist. Im Unterschied zur philologisch-textkritischen Verwendungsweise des Begriffs steht dabei nicht der ein Vorgegebenes entstellende oder verfälschende, sondern der gestaltende Charakter der Interpolation im Vordergrund. 

## Sakralmusik und Oper
In der liturgischen Musik bezeichnet man als Interpolation einerseits die erweiternde und ausschmückende Tropierung eines der feststehenden oder nach den Anlässen des Kirchenjahres wechselnden Teile der Messe, andererseits die Einfügung selbständiger Gesänge oder Lieder, die zu gegebenen Teilen überleiten oder ihren Abschluss bilden. In der letzteren Bedeutung wird die Interpolation unterschieden von der Substitution, wie sie etwa bei der Ersetzung eines einstimmig gesungenen Teils durch die mehrstimmige Ausführung desselben Textes oder eines anderen Textes geschieht und dann neben der Interpolation eine der beiden Möglichkeiten ist, Motetten in das liturgische Zeremoniell zu integrieren.
In der gleichen Weise werden die Begriffe Interpolation und Substitution auch für die bis in die Mitte des 19. Jahrhunderts gängige Praxis der Opernaufführung gebraucht, in die Inszenierung einer Oper werkfremde Arien ergänzend oder ersetzend einzufügen, um einem prominenten Sänger die Gelegenheit zum Vortrag eines seiner Bravourstücke zu bieten, oder um dem Publikumsgeschmack durch Einfügung besonders populärer Stücke entgegenzukommen.

## Populäre Musikformen
In ähnlicher Weise wie bei den tropisierenden Interpolationen der Sakralmusik spricht man auch in volks- oder populärmusikalischen Zusammenhängen von Interpolationen, wenn Interjektionen,  onomatopoetische Verzierungen oder nicht-sinntragende Lautfolgen als Einschübe in den eigentlichen Liedtext zu kennzeichnen sind. In Bezug auf Blues, Jazz und Popmusik wird der Begriff Interpolation auch besonders für Einschübe verwendet, die den Charakter eines melodischen und ggf. zugleich textlichen Zitats aus eigenem oder fremdem Repertoire besitzen.

## Serielle und Zwölftonmusik
Bei der Zwölftonmusik und anderer serieller Technik mit nicht zwölftönigen Reihen spricht man von einer Interpolation, wenn ein Intervall oder Segment eingefügt wird, das einer anderen Reihe entstammt oder sich auf andere Weise fremd zu der aktuellen Reihe verhält. 